# Bulbaeolidia alba
Bulbaeolidia alba is een slakkensoort uit de familie van de Aeolidiidae. De wetenschappelijke naam van de soort is voor het eerst geldig gepubliceerd in 1928 door Risbec.